# Джейдън Джеймс
Джейдън Джеймс (на английски: Jayden Jaymes) е артистичен псевдоним на американската порнографска актриса Мишел Лий Майо (Michele Lee Mayo), родена на 13 февруари 1986 г. в град Ъпленд, щата Калифорния, САЩ.

## Ранен живот
Учи бизнес в колеж в Лос Анджелис.

## Кариера
Поставена е на 15-о място в класацията на списание „Комплекс“, наречена „Топ 100 на най-горещите порнозвезди (точно сега)“ от юли 2011 г.
Изяви извън порнографската индустрия
През 2009 г. се снима в епизод на шоуто „MTV истински живот“, излъчвано по MTV.
Участва заедно с Финикс Мари и Криси Лин във видеоклипа на песента „We Still In This Bitch“ на рапърите B.o.B, T.I. и Juicy J. С Тера Патрик, Рики Сикс, Лиса Ан и Джеса Роудс се снима във видеото на песента „Dead Bite“ на американската рап метъл група Hollywood Undead.

## Награди и номинации
Носителка на награди
- 2010: AVN награда за най-добра групова секс сцена във филм – „2040“ (с Джесика Дрейк, Алектра Блу, Кърстен Прайс, Кейлани Лей, Тори Лейн, Микайла Мендес, Кайла Карера, Брад Армстронг, Роко Рийд, Маркус Лондон, Мик Блу, Т.Джей Къмингс и Ранди Спиърс).[8][9]
- 2014: AVN награда на феновете за най-добро тяло.[10]
- 2015: AVN награда за най-добри гърди.[11]

Номинации за награди
- 2009: Номинация за AVN награда за най-добра нова звезда.[12][9]
- 2009: Номинация за Hot d'Or награда за най-добра американска звезда.[13]
- 2010: Номинация за AVN награда за най-добра нова уеб звезда.
- 2010: Номинация за AVN награда за най-добро закачливо изпълнение.[9]
- 2010: Финалистка за F.A.M.E. награда за любими гърди.[14]
- 2011: Номинация за AVN награда за най-добро закачливо изпълнение.[9]
- 2011: Номинация за AVN награда за най-добра групова секс сцена само с момичета.[9]
- 2012: Номинация за AVN награда за най-добра орална секс сцена само с момичета.[9]
- 2012: Номинация за AVN награда за най-добра групова секс сцена само с момичета – „Затворнички“ (с Финикс Мари и Маккензи Лий).[15][9]
- 2012: Номинация за AVN награда за най-добра групова секс сцена.[9]